# Otto Dziobek (Mathematiker)
Otto Franz Dziobek (* 27. Juli 1856 in Frankfurt (Oder); † 15. März 1919 in Charlottenburg) war ein deutscher Mathematiker und Hochschullehrer.

## Leben und Wirken
Dziobek studierte 1875 bis 1879 an der Friedrich-Wilhelms-Universität in Berlin und wurde 1881 in Tübingen zum Dr. phil. promoviert. Ab 1882 und nochmals ab 1891 lehrte er als Privatdozent an der Technischen Hochschule Charlottenburg. 1890 betätigte er sich als Wissenschaftlicher Rechner an der Kaiserlichen Normal-Aichungs-Commission. Ab 1900 wirkte er als etatmäßiger Professor für Mathematik an der Vereinigten Artillerie- und Ingenieurschule in Charlottenburg bei Berlin. Er trug den Titel Geheimer Regierungsrat und wurde mit dem preußischen Kronenorden 4. Klasse ausgezeichnet. Außerdem verfasste er zahlreiche Werke sowie Zeitschriftenbeiträge zu Mathematik und Astronomie.
Seine letzte Ruhestätte befindet sich auf dem Südwestkirchhof Stahnsdorf.

## Schriften
- Ueber die Functionen von sechs Variablen, welche nur sechs verschiedene Werthe annehmen (Diss.), Greifswald 1882
- Neue Beiträge zur Theorie des Pascal'schen Sechsecks, Berlin 1882
- George-Gabriel Stokes: Das Licht. Zwölf Vorlesungen, gehalten in Aberdeen 1883-1885, Leipzig 1888 (Übersetzung von "On Light")
- Die mathematischen Theorien der Planetenbewegungen, Leipzig 1888
- Mathematical Theories of planetary motions, New York 1892, ND 1962, Reprint NY 2008 (Übers. von Mark Walrod Harrington u. William Joseph Hussey)
- Lehrbuch der analytischen Geometrie, Teil 1: Analytische Geometrie der Ebene, Berlin 1900, Tl.2: Analytische Geometrie des Raumes, Braunschweig 1902
- Der heutige Stand der Präzisionsmechanik, 1900
- Über die Ermittlung der inneren Theilungsfehler zweier Massstäbe nach der Methode des Durchschiebens, Berlin 1903 (= Wissenschaftl. Abhandlungen der Kaiserl. Normal-Aichungs-Kommission Nr. 4)
- Die Grundlagen der Mechanik, Berlin 1907
- Vorlesungen über Differential- und Integralrechnung, Berlin-Leipzig 1910
- Die Mechanik und ihre Anwendungen, Berlin 1916